# Phillip Dorsett
Phillip Dorsett (* 5. ledna 1993 ve Fort Lauderdale, stát Florida) je hráč amerického fotbalu nastupující na pozici Wide receivera a Punt returnera za tým Indianapolis Colts v National Football League. Univerzitní fotbal hrál za University of Miami, poté byl vybrán v prvním kole Draftu NFL 2015 týmem Indianapolis Colts.

## Mládí
Dorsett navštěvoval St. Thomas Aquinas High School v rodném Fort Lauderdale, kde se kromě amerického fotbalu věnoval rovněž atletice. Hrál na pozici Wide receivera a v jednom týmu se sešel s budoucím spoluhráčem Duronem Carterem. V posledním ročníku zachytil 35 přihrávek pro 806 yardů a 12 touchdownů, kromě toho si rovněž připsal 4 touchdowny z returnů. Jeho tým za celou sezónu ani jednou neprohrál.
Dorsett byl rovněž jedním z nejlepších atletů ve státě Florida, zejména v krátkých sprintech, skocích do dálky a trojskoku. Jeho osobní rekord ve skoku do dálky je 7,55 metru a ve trojskoku 14,59 metru. Na mistrovství Floridy se v roce 2011 umístil druhý ve sprintu na 100 metrů (10,51 s) a třetí na 200 metrů (21,26 s). Ve stejném roce zaběhl na BCAA Championships osobní rekord na 400 metrů 48,32 s.
Dorsett byl weby Rivals.com a ESPN.com ohodnocen třemi hvězdičkami. Podle ESPNU byl ohodnocen jako 45. nejlepší hráč na své pozici a následně si zvolil jako své další působiště University of Miami. Kromě University of Miami rovněž dostal nabídky na stipendium od University of Florida, Ohijské státní univerzity, University of North Carolina, University of Georgia a dalších.

## Univerzitní kariéra
Dorsett hrál za Miami mezi roky 2011 až 2014. Již jako nováček nastoupil do dvanácti zápasů a v nich zachytil 14 přihrávek pro 147 yardů a touchdown, o rok později už to bylo 58 zachycených přihrávek pro 842 yardů a 4 touchdowny. V sezóně 2013 odehrál kvůli zranění kolena pouze osm utkání, nicméně o rok později již nastoupil do všech třinácti zápasů a zaznamenal 36 zachycených přihrávek pro 871 yardů a 10 touchdownů. Kariéru na univerzitě zakončil se 121 zachycenými přihrávkami pro 2 132 yardů a 17 touchdownů.

## Profesionální kariéra

### Draft NFL 2015
Dorsett byl vybrán v prvním kole Draftu NFL 2015 jako 29. hráč celkově týmem Indianapolis Colts. Draftování Dorsetta bylo překvapením pro mnoho fanoušků i odborníků, protože Colts měli dostatek kvalitních Wide receiverů, včetně nově příchozích Andreho Johnsona a Durona Cartera. Tato volba zklamala rovněž některé hráče Colts, kteří se domnívali, že tým potřebuje posílit zejména v defenzívě.
| Parametry před draftem |           |             |                |        |        |          |          |                 |              |
| Výška                  | Váha      | Délka paží  | Velikost rukou | 40 yd  | 20 ss  | 3 kužely | Vert     | Broad           | Benchpress   |
| 5 stop 10 palců        | 185 liber | 301⁄4 palce | 93⁄8 palce     | 4,33 s | 6,70 s | 4,11 s   | 37 palců | 10 stop 2 palce | 13 opakování |

### Indianapolis Colts
37. května 2015 Dorsett podepsal čtyřletou smlouvu s Colts.